# Bennie Adams

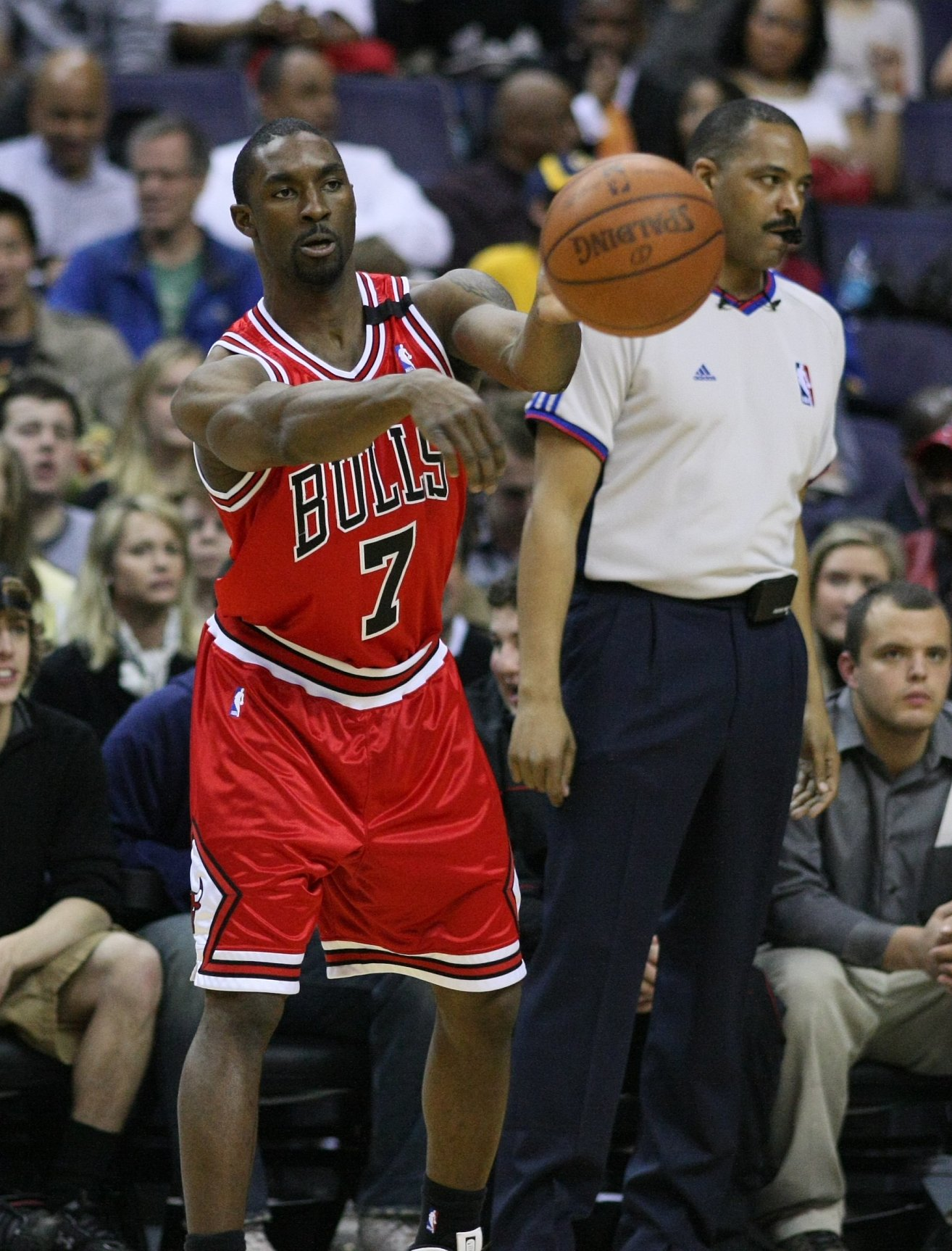
Bennie Adams (rechts) im Februar 2009

Bennie Adams (* 8. April 1967 in New Orleans, Louisiana) ist ein US-amerikanischer Schiedsrichter im Basketball, der seit dem Jahr 1995 in der NBA tätig ist. Er trägt die Uniform mit der Nummer 47.

## Karriere

### College-Basketball
Vor dem Einstieg in die professionellen Basketballwettbewerbe arbeitete er drei Jahre als College-Basketballschiedsrichter in der Southeastern Conference, Ohio Valley Conference, Atlantic Sun Conference und Southwestern Athletic Conference.

### Continental Basketball Association und Basketball USA
In den Jahren 1995 bis 2005 arbeitete er zunächst als Schiedsrichter im US-amerikanischen Basketballverband und drei Jahre in der Continental Basketball Association.

### National Basketball Association
Adams begann im Jahr 1995 seine NBA-Schiedsrichterlaufbahn beim Spiel der Dallas Mavericks gegen die Orlando Magic.
Zuvor war er zehn Jahre als Schiedsrichter in der NBA G-League tätig.